# قرار ملاقات دو ناشناس (فیلم ۱۹۸۴)
قرار ملاقات دو ناشناس یا قرار بدون آشنایی قبلی (به انگلیسی: Blind Date) فیلمی محصول سال ۱۹۸۴ و به کارگردانی نیکو ماستوراکیس است. در این فیلم بازیگرانی همچون کرستی الی، جوزف باتمز، جیمز دوگتان، کیر دولی، مارینا سرتیس، والریا گولینو و لانا کلارکسون ایفای نقش کرده‌اند.